# Neu Placht

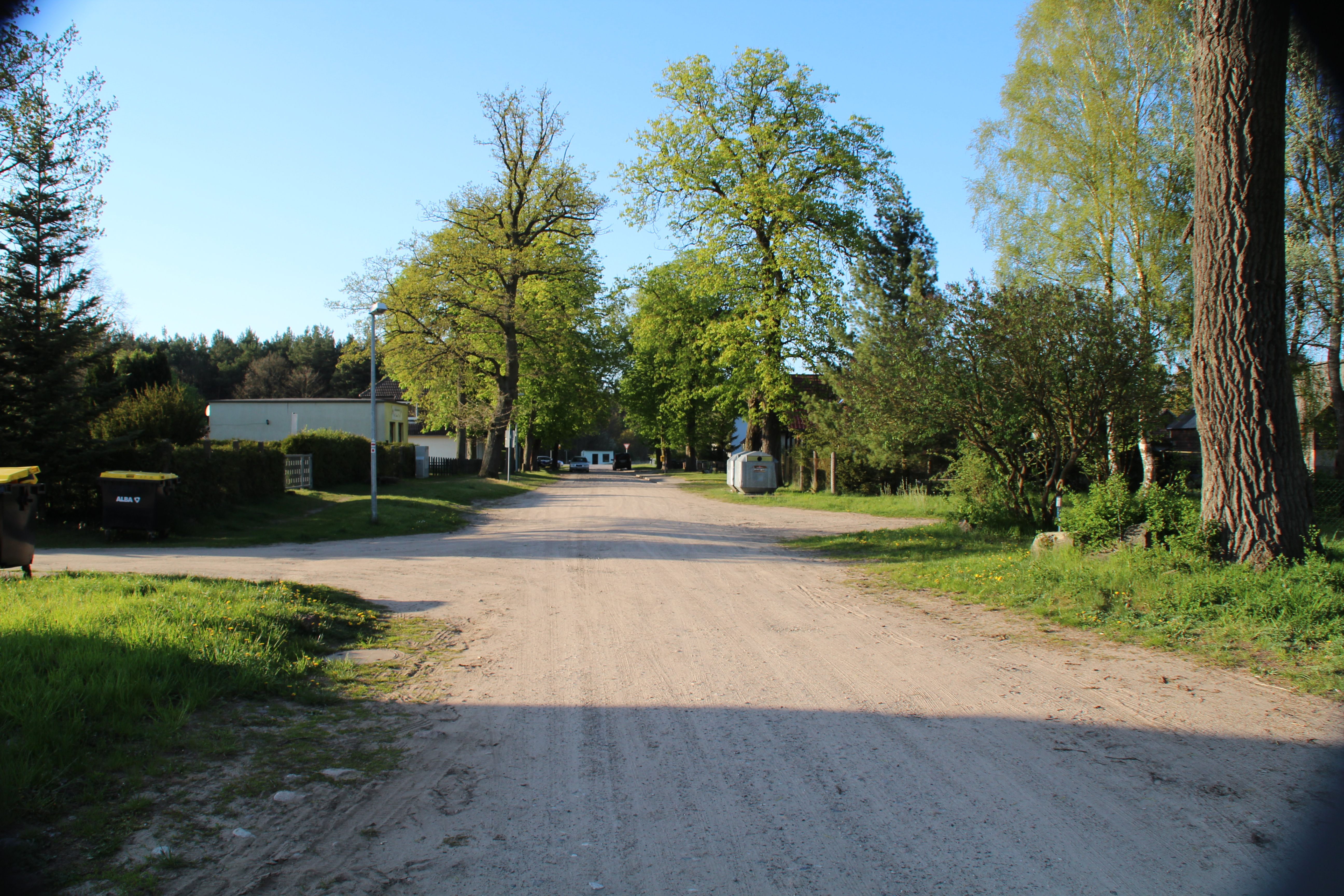
Neu-Placht (2016)

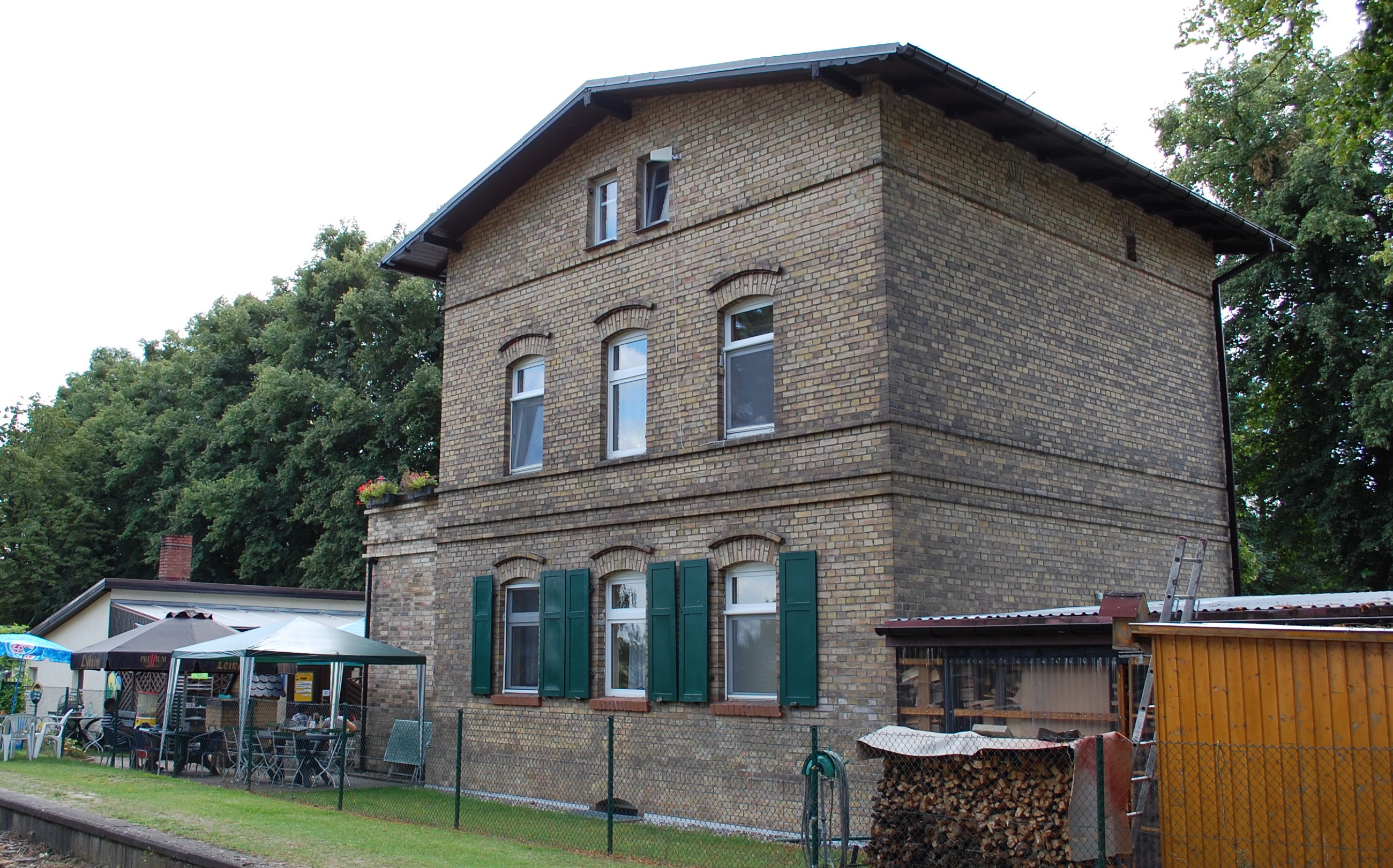
Bahnhof Neu Placht

Neu Placht ist eine kleine, heute zum Ortsteil Densow der Stadt Templin im brandenburgischen Landkreis Uckermark gehörende Ortschaft.
Neu Placht liegt nordwestlich von Templin. Durch den Ort führt die Landesstraße 23 von Templin nach Lychen. Nordwestlich des Orts verläuft die in diesem Bereich stillgelegte, jedoch für touristischen Draisinenverkehr genutzte Bahnstrecke Britz–Fürstenberg. Der Ort ist von größeren Waldgebieten umgeben.
Neu Placht entstand als Vorwerk des Gutes Alt Placht, wurde 1674 erstmals urkundlich erwähnt, und dann als eigenes Gut betrieben. In den 1890er Jahren entstand die Bahnstrecke mit dem heute denkmalgeschützten und gastronomisch genutzten Bahnhof Neu Placht. 2006 hatte der Ort 66 Einwohner.

## Persönlichkeiten
Der preußische Politiker Gustav Gerlich (1810–1888) wurde in Neu Placht geboren. Der deutsche Pädagoge, Schriftsteller und Redakteur Ludwig Ziemssen (1823–1895) war zeitweise als Hauslehrer im Gut Neu Placht tätig.